# Torneo Clausura 2020 (México)
El Torneo Clausura 2020 fue la centésima tercera edición del campeonato de liga de la Primera División del fútbol mexicano; se trató del 48.° torneo corto, luego del cambio en el formato de competencia, con el que se terminó la temporada 2019-2020. En este torneo participaron únicamente 18 equipos, luego de que el 5 de diciembre de 2019 la Asamblea de Dueños de la liga acordara desafiliar a los Tiburones Rojos de Veracruz y con esto se concretara su desaparición de la Primera División de México.
El torneo fue suspendido a partir del 15 de marzo de manera temporal, y luego de haber determinado jugar a puerta cerrada los partidos dominicales de la jornada 10, todo ello como consecuencia de la contingencia sanitaria debida a la Pandemia por COVID-19. La postergación del certamen alcanzó un punto crítico, hasta que el 22 de mayo de 2020 la Asamblea Extraordinaria de la Liga MX decretó la finalización del torneo antes de su fecha regular, dejando la competencia sin campeón.

## Sistema de competición
El torneo de la Liga BBVA MX, está conformado en dos partes:
- Fase de calificación: Se integra por las 17 jornadas del torneo.
- Fase final: Se integra por los partidos de cuartos de final, semifinal y final, más conocida como liguilla.

### Fase de clasificación
En la fase de clasificación se observó el sistema de puntos. La ubicación en la tabla general está sujeta a lo siguiente:
- Por juego ganado se obtendrán tres puntos.
- Por juego empatado se obtendrá un punto.
- Por juego perdido no se otorgan puntos.

En esta fase participan los 18 clubes de la Liga BBVA MX jugando en cada torneo todos contra todos durante las 17 jornadas respectivas, a un solo partido.
El orden de los clubes al final de la fase de calificación del torneo corresponderá a la suma de los puntos obtenidos por cada uno de ellos y se presentará en forma descendente. Si al finalizar las 17 jornadas del torneo, dos o más clubes estuviesen empatados en puntos, su posición en la tabla general será determinada atendiendo a los siguientes criterios de desempate:
1. Mejor diferencia entre los goles anotados y recibidos y goles.
2. Mayor número de goles anotados.
3. Marcadores particulares entre los clubes empatados.
4. Mayor número de goles anotados como visitante.
5. Mejor ubicado en la tabla general de cociente
6. Tabla Fair Play
7. Sorteo.

Para determinar los lugares que ocuparán los clubes que participen en la fase final del torneo se tomará como base la tabla general de clasificación.
Participan automáticamente por el título de Campeón de la Liga BBVA MX, los 8 primeros clubes de la tabla general de clasificación al término de las 17 jornadas.

### Ascenso y descenso
| Pos | a Ascenso MX          |
| --- | --------------------- |
| 19º | Veracruz(Desafiliado) |

### Fase final
Los ocho clubes calificados para esta fase del torneo serán reubicados de acuerdo con el lugar que ocupen en la tabla General al término de la jornada 17, con el puesto del número uno al club mejor clasificado, y así hasta el número 8. Los partidos a esta fase se desarrollarán a visita, en las siguientes etapas:
- Cuartos de final
- Semifinales
- Final

Los clubes vencedores en los partidos de cuartos de final y semifinal serán aquellos que en los dos juegos anoten el mayor número de goles. De existir empate en el número de goles anotados, la posición se definirá a favor del club con mayor cantidad de goles a favor cuando actúe como visitante.
Si una vez aplicado el criterio anterior los clubes siguieran empatados, se observará la posición de los clubes en la tabla general de clasificación.
Los partidos correspondientes a la fase final se jugarán obligatoriamente los días miércoles y sábado, y jueves y domingo eligiendo, en su caso, exclusivamente en forma descendente, los cuatro clubes mejor clasificados en la tabla general al término de la jornada 17, el día y horario de su partido como local. Los siguientes cuatro clubes podrán elegir únicamente el horario.
El club vencedor de la final y por lo tanto Campeón, será aquel que en los dos partidos anote el mayor número de goles. Si al término del tiempo reglamentario el partido está empatado, se agregarán dos tiempos extras de 15 minutos cada uno. De persistir el empate en estos periodos, se procederá a lanzar tiros penales hasta que resulte un vencedor.
Los partidos de cuartos de final se jugarán de la siguiente manera:
1.º vs 8.º

2.º vs 7.º

3.º vs 6.º

4.º vs 5.º
En las semifinales participarán los cuatro clubes vencedores de cuartos de final, reubicándolos del uno al cuatro, de acuerdo a su mejor posición en la Tabla general de clasificación al término de la jornada 17 del torneo correspondiente, enfrentándose:
1.º vs 4.º

2.º vs 3.º
Disputarán el título de Campeón del Torneo de Clausura 2020, los dos clubes vencedores de la fase semifinal correspondiente, reubicándolos del uno al dos, de acuerdo a su mejor posición en la tabla general de clasificación al término de la jornada 17 de cada Torneo.

## Equipos participantes

### Información de los equipos participantes
| Equipo               | Entrenador              | Ciudad                           | Estadio                | Capacidad | Fundación       | Patrocinador       | Kit          |
| -------------------- | ----------------------- | -------------------------------- | ---------------------- | --------- | --------------- | ------------------ | ------------ |
| América              | Miguel Herrera          | Ciudad de México                 | Azteca                 | 87 000    | 1916 (108 años) | AT&T               | Nike         |
| Atlas                | Rafael Puente Jr.       | Guadalajara, Jalisco             | Jalisco                | 56 713    | 1916 (108 años) | MoPlay             | Adidas       |
| Atlético de San Luis | Guillermo Vázquez       | San Luis Potosí, San Luis Potosí | Alfonso Lastras        | 30 000    | 2013 (12 años)  | Canel's            | Pirma        |
| Cruz Azul            | Robert Dante Siboldi    | Ciudad de México                 | Azteca                 | 87 000    | 1927 (98 años)  | Cemento Cruz Azul  | Joma         |
| Guadalajara          | Luis Fernando Tena      | Guadalajara, Jalisco             | Akron                  | 49 850    | 1906 (119 años) | Caliente           | Puma         |
| Juárez               | Gabriel Caballero       | Ciudad Juárez, Chihuahua         | Olímpico Benito Juárez | 19 703    | 2015 (10 años)  | S-Mart             | Carrara      |
| León                 | Ignacio Ambriz          | León, Guanajuato                 | León                   | 31 297    | 1943 (81 años)  | Telcel             | Pirma        |
| Monterrey            | Antonio Mohamed         | Monterrey, Nuevo León            | BBVA                   | 53 500    | 1945 (79 años)  | BBVA México        | Puma         |
| Morelia              | Pablo Guede             | Morelia, Michoacán               | Morelos                | 38 869    | 1950 (74 años)  | Caliente           | Pirma        |
| Necaxa               | Alfonso Sosa            | Aguascalientes, Aguascalientes   | Victoria               | 25 994    | 1923 (101 años) | Rolcar             | Charly       |
| Pachuca              | Paulo Pezzolano         | Pachuca, Hidalgo                 | Hidalgo                | 30 000    | 1892 (132 años) | Cementos Fortaleza | Charly       |
| Puebla               | Juan Reynoso            | Puebla, Puebla                   | Cuauhtémoc             | 51 726    | 1944 (81 años)  | AT&T               | Umbro        |
| Querétaro            | Víctor Manuel Vucetich  | Querétaro, Querétaro             | Corregidora            | 35 575    | 1950 (74 años)  | Banco Multiva      | Charly       |
| Santos               | Guillermo Almada        | Torreón, Coahuila                | Corona                 | 30 000    | 1983 (41 años)  | Soriana            | Charly       |
| Tigres UANL          | Ricardo Ferretti        | Monterrey, Nuevo León            | Universitario          | 41 615    | 1960 (65 años)  | Cemex              | Adidas       |
| Tijuana              | Gustavo Quinteros       | Tijuana, Baja California         | Caliente               | 27 333    | 2007 (18 años)  | Caliente           | Charly       |
| Toluca               | José Manuel de la Torre | Toluca, Estado de México         | Nemesio Díez           | 30 000    | 1917 (108 años) | Banamex            | Under Armour |
| Pumas UNAM           | Míchel González         | Ciudad de México                 | Olímpico Universitario | 72 000    | 1954 (70 años)  | DHL                | Nike         |

- Datos actualizados al 30 de enero de 2020.

### Cambios de entrenadores
| Equipo | Entrenador (jornadas)                                          |
| ------ | -------------------------------------------------------------- |
| Atlas  | Leandro Cufré (1 - 3) Omar Flores (4) Rafael Puente Jr. (5 - ) |

### Equipos por Entidad Federativa
Para la temporada 2019-20, la entidad federativa de la República Mexicana con más equipos en la Primera División es la Ciudad de México con tres equipos.
| Entidad Federativa | N.º | Equipos                          |
| ------------------ | --- | -------------------------------- |
| Ciudad de México   | 3   | América, Cruz Azul, y Pumas UNAM |
| Jalisco            | 2   | Atlas y Guadalajara              |
| Nuevo León         | 2   | Monterrey y Tigres UANL          |
| Aguascalientes     | 1   | Necaxa                           |
| Baja California    | 1   | Tijuana                          |
| Chihuahua          | 1   | FC Juárez                        |
| Coahuila           | 1   | Santos                           |
| Estado de México   | 1   | Toluca                           |
| Guanajuato         | 1   | León                             |
| Hidalgo            | 1   | Pachuca                          |
| Michoacán          | 1   | Morelia                          |
| Puebla             | 1   | Puebla                           |
| Querétaro          | 1   | Querétaro                        |
| San Luis Potosí    | 1   | Atlético de San Luis             |

## Torneo Regular
Los horarios son correspondientes al Tiempo del Centro de México (UTC-6 y UTC-5 en horario de verano).
| Jornada 1   | Jornada 1 | Jornada 1            | Jornada 1              | Jornada 1    | Jornada 1 | Jornada 1    | Jornada 1  | Jornada 1 | Jornada 1 |
| Local       | Resultado | Visitante            | Estadio                | Fecha        | Hora      | Espectadores | Amonestado | Expulsado |           |
| ----------- | --------- | -------------------- | ---------------------- | ------------ | --------- | ------------ | ---------- | --------- | --------- |
| Morelia     | 0 - 1     | Toluca               | Morelos                | 10 de enero  | 21:00     | 22 097       | 3          | 0         |           |
| Tijuana     | 2 - 1     | Santos Laguna        | Caliente               | 10 de enero  | 21:10     | 26 158       | 4          | 0         |           |
| Cruz Azul   | 1 - 2     | Atlas                | Azteca                 | 11 de enero  | 17:00     | 20 179       | 1          | 1         |           |
| Guadalajara | 2 - 0     | Juárez               | Akron                  | 11 de enero  | 19:00     | 36 632       | 5          | 0         |           |
| León        | 3 - 1     | Querétaro            | León                   | 11 de enero  | 19:00     | 18 529       | 3          | 0         |           |
| Tigres UANL | 0 - 0     | Atlético de San Luis | Universitario          | 11 de enero  | 21:05     | 41 609       | 1          | 0         |           |
| Pumas UNAM  | 2 - 1     | Pachuca              | Olímpico Universitario | 12 de enero  | 12:00     | 21 537       | 3          | 0         |           |
| Puebla      | 0 - 1     | América              | Cuauhtémoc             | 4 de febrero | 20:30     | 31 203       | 3          | 0         |           |
| Necaxa      | 2 - 2     | Monterrey            | Victoria               | 5 de febrero | 20:30     | 12 106       | 3          | 0         |           |

| Jornada 2            | Jornada 2 | Jornada 2   | Jornada 2               | Jornada 2   | Jornada 2 | Jornada 2    | Jornada 2  | Jornada 2 | Jornada 2 |
| Local                | Resultado | Visitante   | Estadio                 | Fecha       | Hora      | Espectadores | Amonestado | Expulsado |           |
| -------------------- | --------- | ----------- | ----------------------- | ----------- | --------- | ------------ | ---------- | --------- | --------- |
| Juárez               | 4 - 4     | Pumas UNAM  | Olímpico Benito Juárez  | 16 de enero | 21:15     | 17 773       | 5          | 0         |           |
| Atlético de San Luis | 2 - 1     | Cruz Azul   | Alfonso Lastras Ramírez | 17 de enero | 19:00     | 21 670       | 4          | 0         |           |
| Atlas                | 0 - 1     | Puebla      | Jalisco                 | 17 de enero | 21:00     | 27 900       | 4          | 1         |           |
| Monterrey            | 2 - 2     | Morelia     | BBVA                    | 18 de enero | 17:00     | 44 312       | 3          | 0         |           |
| Pachuca              | 0 - 0     | Guadalajara | Hidalgo                 | 18 de enero | 19:00     | 23 978       | 7          | 0         |           |
| América              | 1 - 0     | Tigres UANL | Azteca                  | 18 de enero | 21:00     | 25 915       | 2          | 0         |           |
| Toluca               | 2 - 3     | Necaxa      | Nemesio Díez            | 19 de enero | 12:00     | 17 959       | 3          | 0         |           |
| Querétaro            | 3 - 0     | Tijuana     | Corregidora             | 19 de enero | 16:00     | 10 737       | 2          | 0         |           |
| Santos Laguna        | 3 - 2     | León        | Corona                  | 19 de enero | 18:45     | 20 169       | 0          | 0         |           |

| Jornada 3   | Jornada 3 | Jornada 3            | Jornada 3              | Jornada 3   | Jornada 3 | Jornada 3    | Jornada 3  | Jornada 3 | Jornada 3 |
| Local       | Resultado | Visitante            | Estadio                | Fecha       | Hora      | Espectadores | Amonestado | Expulsado |           |
| ----------- | --------- | -------------------- | ---------------------- | ----------- | --------- | ------------ | ---------- | --------- | --------- |
| Puebla      | 0 - 1     | Querétaro            | Cuauhtémoc             | 24 de enero | 21:00     | 18 122       | 4          | 1         |           |
| Tijuana     | 0 - 0     | América              | Caliente               | 24 de enero | 21:10     | 26 158       | 2          | 0         |           |
| Cruz Azul   | 3 - 0     | Santos Laguna        | Azteca                 | 25 de enero | 17:00     | 13 586       | 5          | 0         |           |
| Tigres UANL | 2 - 1     | Atlas                | Universitario          | 25 de enero | 19:00     | 41 328       | 2          | 0         |           |
| León        | 3 - 0     | Pachuca              | León                   | 25 de enero | 21:00     | 17 968       | 5          | 0         |           |
| Guadalajara | 2 - 2     | Toluca               | Akron                  | 25 de enero | 21:05     | 36 785       | 4          | 1         |           |
| Pumas UNAM  | 1 - 0     | Monterrey            | Olímpico Universitario | 26 de enero | 12:00     | 25 340       | 2          | 0         |           |
| Necaxa      | 1 - 1     | Atlético de San Luis | Victoria               | 26 de enero | 17:00     | 15 809       | 6          | 0         |           |
| Juárez      | 3 - 0     | Morelia              | Olímpico Benito Juárez | 26 de enero | 19:00     | 17 860       | 2          | 1         |           |

| Jornada 4            | Jornada 4 | Jornada 4   | Jornada 4               | Jornada 4    | Jornada 4 | Jornada 4    | Jornada 4  | Jornada 4 | Jornada 4 |
| Local                | Resultado | Visitante   | Estadio                 | Fecha        | Hora      | Espectadores | Amonestado | Expulsado |           |
| -------------------- | --------- | ----------- | ----------------------- | ------------ | --------- | ------------ | ---------- | --------- | --------- |
| Atlético de San Luis | 2 - 2     | Guadalajara | Alfonso Lastras Ramírez | 31 de enero  | 19:00     | 24 186       | 2          | 0         |           |
| Atlas                | 2 - 1     | Tijuana     | Jalisco                 | 31 de enero  | 21:00     | 0 (Veto)     | 3          | 1         |           |
| Monterrey            | 1 - 2     | Querétaro   | BBVA                    | 1 de febrero | 17:00     | 37 668       | 5          | 0         |           |
| Morelia              | 1 - 2     | León        | Morelos                 | 1 de febrero | 17:00     | 20 522       | 3          | 1         |           |
| Necaxa               | 2 - 0     | Puebla      | Victoria                | 1 de febrero | 17:00     | 11 881       | 3          | 0         |           |
| Pachuca              | 2 - 0     | Tigres UANL | Hidalgo                 | 1 de febrero | 19:00     | 21 779       | 3          | 0         |           |
| América              | 1 - 3     | Juárez      | Azteca                  | 1 de febrero | 21:00     | 20 816       | 5          | 1         |           |
| Santos Laguna        | 1 - 1     | Pumas UNAM  | Corona                  | 1 de febrero | 21:00     | 20 459       | 4          | 0         |           |
| Toluca               | 3 - 3     | Cruz Azul   | Nemesio Díez            | 2 de febrero | 12:00     | 21 812       | 8          | 0         |           |

| Jornada 5   | Jornada 5 | Jornada 5            | Jornada 5              | Jornada 5    | Jornada 5 | Jornada 5    | Jornada 5  | Jornada 5 | Jornada 5 |
| Local       | Resultado | Visitante            | Estadio                | Fecha        | Hora      | Espectadores | Amonestado | Expulsado |           |
| ----------- | --------- | -------------------- | ---------------------- | ------------ | --------- | ------------ | ---------- | --------- | --------- |
| Atlas       | 1 - 3     | Morelia              | Jalisco                | 6 de febrero | 21:15     | 19 300       | 1          | 1         |           |
| Puebla      | 2 - 2     | Santos Laguna        | Cuauhtémoc             | 7 de febrero | 21:00     | 17 580       | 2          | 1         |           |
| Tijuana     | 1 - 1     | Toluca               | Caliente               | 7 de febrero | 21:10     | 26 933       | 5          | 0         |           |
| Cruz Azul   | 3 - 1     | Pachuca              | Azteca                 | 8 de febrero | 17:00     | 19 087       | 2          | 2         |           |
| Tigres UANL | 3 - 0     | Guadalajara          | Universitario          | 8 de febrero | 19:00     | 41 613       | 6          | 0         |           |
| León        | 3 - 1     | Monterrey            | León                   | 8 de febrero | 21:00     | 19 444       | 5          | 1         |           |
| Pumas UNAM  | 4 - 0     | Atlético de San Luis | Olímpico Universitario | 9 de febrero | 12:00     | 18 030       | 2          | 0         |           |
| Querétaro   | 1 - 2     | América              | Corregidora            | 9 de febrero | 18:00     | 34 050       | 5          | 0         |           |
| Juárez      | 2 - 1     | Necaxa               | Olímpico Benito Juárez | 9 de febrero | 20:00     | 19 703       | 5          | 0         |           |

| Jornada 6            | Jornada 6 | Jornada 6   | Jornada 6               | Jornada 6     | Jornada 6 | Jornada 6    | Jornada 6  | Jornada 6 | Jornada 6 |
| Local                | Resultado | Visitante   | Estadio                 | Fecha         | Hora      | Espectadores | Amonestado | Expulsado |           |
| -------------------- | --------- | ----------- | ----------------------- | ------------- | --------- | ------------ | ---------- | --------- | --------- |
| Atlético de San Luis | 3 - 1     | León        | Alfonso Lastras Ramírez | 14 de febrero | 19:00     | 15 471       | 3          | 0         |           |
| Morelia              | 1 - 1     | Tijuana     | Morelos                 | 14 de febrero | 21:00     | 15 136       | 4          | 0         |           |
| Pachuca              | 1 - 0     | Puebla      | Hidalgo                 | 15 de febrero | 17:00     | 15 928       | 3          | 1         |           |
| Toluca               | 2 - 3     | Pumas UNAM  | Nemesio Díez            | 15 de febrero | 17:00     | 22 771       | 7          | 0         |           |
| América              | 2 - 0     | Atlas       | Azteca                  | 15 de febrero | 19:00     | 26 612       | 4          | 0         |           |
| Monterrey            | 1 - 1     | Juárez      | BBVA                    | 15 de febrero | 19:06     | 34 906       | 5          | 0         |           |
| Guadalajara          | 1 - 2     | Cruz Azul   | Akron                   | 15 de febrero | 21:00     | 40 106       | 3          | 0         |           |
| Necaxa               | 2 - 3     | Querétaro   | Victoria                | 16 de febrero | 17:00     | 12 778       | 6          | 0         |           |
| Santos Laguna        | 2 - 1     | Tigres UANL | Corona                  | 16 de febrero | 18:45     | 23 474       | 4          | 0         |           |

| Jornada 7  | Jornada 7 | Jornada 7            | Jornada 7              | Jornada 7     | Jornada 7 | Jornada 7    | Jornada 7  | Jornada 7 | Jornada 7 |
| Local      | Resultado | Visitante            | Estadio                | Fecha         | Hora      | Espectadores | Amonestado | Expulsado |           |
| ---------- | --------- | -------------------- | ---------------------- | ------------- | --------- | ------------ | ---------- | --------- | --------- |
| Atlas      | 0 - 2     | Pachuca              | Jalisco                | 21 de febrero | 19:00     | 18 601       | 2          | 1         |           |
| Puebla     | 2 - 0     | Toluca               | Cuauhtémoc             | 21 de febrero | 21:00     | 20 640       | 2          | 0         |           |
| Tijuana    | 0 - 1     | Guadalajara          | Caliente               | 21 de febrero | 21:10     | 26 158       | 5          | 1         |           |
| León       | 2 - 1     | Necaxa               | León                   | 22 de febrero | 17:00     | 17 764       | 4          | 0         |           |
| Cruz Azul  | 2 - 1     | Tigres UANL          | Azteca                 | 22 de febrero | 19:00     | 27 220       | 3          | 0         |           |
| Monterrey  | 0 - 1     | América              | BBVA                   | 22 de febrero | 21:00     | 43 636       | 6          | 0         |           |
| Pumas UNAM | 1 - 2     | Morelia              | Olímpico Universitario | 23 de febrero | 12:00     | 23 973       | 4          | 0         |           |
| Querétaro  | 0 - 1     | Atlético de San Luis | Corregidora            | 23 de febrero | 17:00     | 19 079       | 5          | 0         |           |
| Juárez     | 1 - 2     | Santos Laguna        | Olímpico Benito Juárez | 23 de febrero | 19:00     | 19 703       | 6          | 1         |           |

| Jornada 8            | Jornada 8 | Jornada 8  | Jornada 8               | Jornada 8     | Jornada 8 | Jornada 8    | Jornada 8  | Jornada 8 | Jornada 8 |
| Local                | Resultado | Visitante  | Estadio                 | Fecha         | Hora      | Espectadores | Amonestado | Expulsado |           |
| -------------------- | --------- | ---------- | ----------------------- | ------------- | --------- | ------------ | ---------- | --------- | --------- |
| Atlético de San Luis | 0 - 3     | Juárez     | Alfonso Lastras Ramírez | 28 de febrero | 19:00     | 13 424       | 4          | 2         |           |
| Toluca               | 2 - 0     | Monterrey  | Nemesio Díez            | 28 de febrero | 19:00     | 16 795       | 4          | 0         |           |
| Morelia              | 2 - 4     | Cruz Azul  | Morelos                 | 28 de febrero | 21:00     | 25 276       | 3          | 1         |           |
| Tijuana              | 0 - 1     | Puebla     | Caliente                | 28 de febrero | 21:10     | 23 333       | 2          | 1         |           |
| Pachuca              | 1 - 1     | Querétaro  | Hidalgo                 | 29 de febrero | 17:00     | 17 756       | 3          | 0         |           |
| América              | 0 - 3     | Necaxa     | Azteca                  | 29 de febrero | 19:00     | 29 477       | 2          | 2         |           |
| Tigres UANL          | 3 - 0     | Pumas UNAM | Universitario           | 29 de febrero | 21:00     | 41 615       | 3          | 1         |           |
| Guadalajara          | 2 - 0     | León       | Akron                   | 1 de marzo    | 17:00     | 35 677       | 3          | 0         |           |
| Santos Laguna        | 1 - 0     | Atlas      | Corona                  | 1 de marzo    | 18:45     | 21 135       | 4          | 0         |           |

| Jornada 9  | Jornada 9 | Jornada 9            | Jornada 9              | Jornada 9  | Jornada 9 | Jornada 9    | Jornada 9  | Jornada 9 | Jornada 9 |
| Local      | Resultado | Visitante            | Estadio                | Fecha      | Hora      | Espectadores | Amonestado | Expulsado |           |
| ---------- | --------- | -------------------- | ---------------------- | ---------- | --------- | ------------ | ---------- | --------- | --------- |
| Querétaro  | 1 - 1     | Toluca               | Corregidora            | 6 de marzo | 19:00     | 18 893       | 4          | 0         |           |
| Pumas UNAM | 3 - 3     | América              | Olímpico Universitario | 6 de marzo | 20:00     | 43 560       | 9          | 0         |           |
| Puebla     | 0 - 0     | Tigres UANL          | Cuauhtémoc             | 6 de marzo | 21:00     | 25 241       | 2          | 0         |           |
| Monterrey  | 2 - 2     | Atlético de San Luis | BBVA                   | 7 de marzo | 17:00     | 31 716       | 6          | 1         |           |
| Cruz Azul  | 4 - 2     | Tijuana              | Azteca                 | 7 de marzo | 17:00     | 14 434       | 2          | 0         |           |
| Pachuca    | 1 - 0     | Santos Laguna        | Hidalgo                | 7 de marzo | 19:00     | 21 349       | 6          | 0         |           |
| Atlas      | 1 - 2     | Guadalajara          | Jalisco                | 7 de marzo | 21:00     | 45 516       | 7          | 2         |           |
| Necaxa     | 1 - 2     | Morelia              | Victoria               | 8 de marzo | 17:00     | 16 120       | 5          | 1         |           |
| Juárez     | 1 - 4     | León                 | Olímpico Benito Juárez | 8 de marzo | 19:00     | 18 722       | 8          | 0         |           |

| Jornada 10           | Jornada 10 | Jornada 10 | Jornada 10              | Jornada 10  | Jornada 10 | Jornada 10         | Jornada 10 | Jornada 10 | Jornada 10 |
| Local                | Resultado  | Visitante  | Estadio                 | Fecha       | Hora       | Espectadores       | Amonestado | Expulsado  |            |
| -------------------- | ---------- | ---------- | ----------------------- | ----------- | ---------- | ------------------ | ---------- | ---------- | ---------- |
| Morelia              | 4 - 0      | Querétaro  | Morelos                 | 13 de marzo | 21:00      | 17 432             | 5          | 1          |            |
| Tijuana              | 3 - 2      | Pachuca    | Caliente                | 13 de marzo | 21:10      | 16 333             | 5          | 0          |            |
| Atlético de San Luis | 0 - 1      | Puebla     | Alfonso Lastras Ramírez | 14 de marzo | 17:00      | 0 (Puerta Cerrada) | 0          | 0          |            |
| Tigres UANL          | 3 - 2      | Juárez     | Universitario           | 14 de marzo | 19:00      | 0 (Puerta Cerrada) | 6          | 0          |            |
| León                 | 3 - 1      | Pumas UNAM | León                    | 14 de marzo | 19:00      | 0 (Puerta Cerrada) | 7          | 1          |            |
| Guadalajara          | 1 - 1      | Monterrey  | Akron                   | 14 de marzo | 21:00      | 0 (Puerta Cerrada) | 5          | 0          |            |
| Toluca               | 2 - 3      | Atlas      | Nemesio Díez            | 15 de marzo | 12:00      | 0 (Puerta Cerrada) | 4          | 0          |            |
| Santos Laguna        | 2 - 1      | Necaxa     | Corona                  | 15 de marzo | 18:00      | 0 (Puerta Cerrada) | 4          | 1          |            |
| América              | 0 - 1      | Cruz Azul  | Azteca                  | 15 de marzo | 20:15      | 0 (Puerta Cerrada) | 4          | 0          |            |

| Jornada 11 | Jornada 11 | Jornada 11           | Jornada 11             | Jornada 11 | Jornada 11 |
| Local      | Resultado  | Visitante            | Estadio                | Fecha      |            |
| ---------- | ---------- | -------------------- | ---------------------- | ---------- | ---------- |
| Morelia    |            | Atlético de San Luis | Morelos                | Cancelado  |            |
| Puebla     |            | Cruz Azul            | Cuauhtémoc             | Cancelado  |            |
| Monterrey  |            | Santos Laguna        | BBVA                   | Cancelado  |            |
| América    |            | León                 | Azteca                 | Cancelado  |            |
| Pachuca    |            | Toluca               | Hidalgo                | Cancelado  |            |
| Necaxa     |            | Tigres UANL          | Victoria               | Cancelado  |            |
| Pumas UNAM |            | Tijuana              | Olímpico Universitario | Cancelado  |            |
| Querétaro  |            | Guadalajara          | Corregidora            | Cancelado  |            |
| Juárez     |            | Atlas                | Olímpico Benito Juárez | Cancelado  |            |

| Jornada 12           | Jornada 12 | Jornada 12 | Jornada 12              | Jornada 12 | Jornada 12 |
| Local                | Resultado  | Visitante  | Estadio                 | Fecha      |            |
| -------------------- | ---------- | ---------- | ----------------------- | ---------- | ---------- |
| Atlético de San Luis |            | Pachuca    | Alfonso Lastras Ramírez | Cancelado  |            |
| Atlas                |            | Monterrey  | Jalisco                 | Cancelado  |            |
| Cruz Azul            |            | Pumas UNAM | Azteca                  | Cancelado  |            |
| Tigres UANL          |            | Querétaro  | Universitario           | Cancelado  |            |
| León                 |            | Puebla     | León                    | Cancelado  |            |
| Guadalajara          |            | Morelia    | Akron                   | Cancelado  |            |
| Toluca               |            | Juárez     | Nemesio Díez            | Cancelado  |            |
| Santos Laguna        |            | América    | Corona                  | Cancelado  |            |
| Tijuana              |            | Necaxa     | Caliente                | Cancelado  |            |

| Jornada 13           | Jornada 13 | Jornada 13    | Jornada 13              | Jornada 13 | Jornada 13 |
| Local                | Resultado  | Visitante     | Estadio                 | Fecha      |            |
| -------------------- | ---------- | ------------- | ----------------------- | ---------- | ---------- |
| Atlético de San Luis |            | Atlas         | Alfonso Lastras Ramírez | Cancelado  |            |
| Morelia              |            | Tigres UANL   | Morelos                 | Cancelado  |            |
| América              |            | Toluca        | Azteca                  | Cancelado  |            |
| León                 |            | Cruz Azul     | León                    | Cancelado  |            |
| Necaxa               |            | Guadalajara   | Victoria                | Cancelado  |            |
| Monterrey            |            | Tijuana       | BBVA                    | Cancelado  |            |
| Pumas UNAM           |            | Puebla        | Olímpico Universitario  | Cancelado  |            |
| Querétaro            |            | Santos Laguna | Corregidora             | Cancelado  |            |
| Juárez               |            | Pachuca       | Olímpico Benito Juárez  | Cancelado  |            |

| Jornada 14    | Jornada 14 | Jornada 14           | Jornada 14    | Jornada 14 | Jornada 14 |
| Local         | Resultado  | Visitante            | Estadio       | Fecha      |            |
| ------------- | ---------- | -------------------- | ------------- | ---------- | ---------- |
| Tijuana       |            | Juárez               | Caliente      | Cancelado  |            |
| Puebla        |            | Morelia              | Cuauhtémoc    | Cancelado  |            |
| Atlas         |            | Pumas UNAM           | Jalisco       | Cancelado  |            |
| Cruz Azul     |            | Querétaro            | Azteca        | Cancelado  |            |
| Pachuca       |            | Necaxa               | Hidalgo       | Cancelado  |            |
| Tigres UANL   |            | Monterrey            | Universitario | Cancelado  |            |
| Toluca        |            | León                 | Nemesio Díez  | Cancelado  |            |
| Santos Laguna |            | Atlético de San Luis | Corona        | Cancelado  |            |
| Guadalajara   |            | América              | Akron         | Cancelado  |            |

| Jornada 15  | Jornada 15 | Jornada 15           | Jornada 15             | Jornada 15 | Jornada 15 |
| Local       | Resultado  | Visitante            | Estadio                | Fecha      |            |
| ----------- | ---------- | -------------------- | ---------------------- | ---------- | ---------- |
| Querétaro   |            | Atlas                | Corregidora            | Cancelado  |            |
| Morelia     |            | Pachuca              | Morelos                | Cancelado  |            |
| América     |            | Atlético de San Luis | Azteca                 | Cancelado  |            |
| Monterrey   |            | Cruz Azul            | BBVA                   | Cancelado  |            |
| León        |            | Tijuana              | León                   | Cancelado  |            |
| Guadalajara |            | Santos Laguna        | Akron                  | Cancelado  |            |
| Toluca      |            | Tigres UANL          | Nemesio Díez           | Cancelado  |            |
| Necaxa      |            | Pumas UNAM           | Victoria               | Cancelado  |            |
| Juárez      |            | Puebla               | Olímpico Benito Juárez | Cancelado  |            |

| Jornada 16           | Jornada 16 | Jornada 16  | Jornada 16              | Jornada 16 | Jornada 16 |
| Local                | Resultado  | Visitante   | Estadio                 | Fecha      |            |
| -------------------- | ---------- | ----------- | ----------------------- | ---------- | ---------- |
| Atlético de San Luis |            | Toluca      | Alfonso Lastras Ramírez | Cancelado  |            |
| Puebla               |            | Monterrey   | Cuauhtémoc              | Cancelado  |            |
| Atlas                |            | León        | Jalisco                 | Cancelado  |            |
| Cruz Azul            |            | Necaxa      | Azteca                  | Cancelado  |            |
| Tigres UANL          |            | Tijuana     | Universitario           | Cancelado  |            |
| Pachuca              |            | América     | Hidalgo                 | Cancelado  |            |
| Pumas UNAM           |            | Guadalajara | Olímpico Universitario  | Cancelado  |            |
| Querétaro            |            | Juárez      | Corregidora             | Cancelado  |            |
| Santos Laguna        |            | Morelia     | Corona                  | Cancelado  |            |

| Jornada 17    | Jornada 17 | Jornada 17           | Jornada 17             | Jornada 17 | Jornada 17 |
| Local         | Resultado  | Visitante            | Estadio                | Fecha      |            |
| ------------- | ---------- | -------------------- | ---------------------- | ---------- | ---------- |
| Santos Laguna |            | Toluca               | Corona                 | Cancelado  |            |
| Tijuana       |            | Atlético de San Luis | Caliente               | Cancelado  |            |
| León          |            | Tigres UANL          | León                   | Cancelado  |            |
| Necaxa        |            | Atlas                | Victoria               | Cancelado  |            |
| Monterrey     |            | Pachuca              | BBVA                   | Cancelado  |            |
| Pumas UNAM    |            | Querétaro            | Olímpico Universitario | Cancelado  |            |
| Guadalajara   |            | Puebla               | Akron                  | Cancelado  |            |
| Juárez        |            | Cruz Azul            | Olímpico Benito Juárez | Cancelado  |            |
| Morelia       |            | América              | Morelos                | Cancelado  |            |

## Suspensión del torneo por la pandemia de COVID-19
El 12 de marzo de 2020 el presidente de la Liga MX Enrique Bonilla informó que pese a los múltiples casos de COVID-19 acontecidos en el país, la jornada 10 se jugaría con normalidad, situación que en efecto ocurrió con los dos primeros partidos; sin embargo el 14 de marzo se anunció que los 7 partidos restantes se jugarían a puerta cerrada, debido al crecimiento de la pandemia en México.
Finalmente el 15 de marzo de 2020 la Liga MX notificó en un comunicado, que con base en las recomendaciones de la Secretaría de Salud, todas la competiciones del fútbol mexicano serían suspendidas hasta nuevo aviso, medida que se aplicó en la mayoría de competiciones deportivas en el mundo debido al crecimiento de los casos de COVID-19.
El 22 de mayo en una sesión extraordinaria de la Asamblea de la LIGA MX se confirmó la cancelación definitiva del torneo, anteriormente varios jugadores del Club Santos Laguna habían dado positivo por la enfermedad, el ciclo futbolístico mexicano se reanudará para el Torneo Apertura 2020. Los clubes Cruz Azul y León fueron elegidos para cubrir las plazas correspondientes de este torneo en la Liga de Campeones de la Concacaf 2021 en calidad de líder y sublíder general vigentes de la fase regular.

## Clasificación
| Pos. | Equipo               | Pts. | PJ | G | E | P | GF | GC | Dif. | Clasificación                            |
| ---- | -------------------- | ---- | -- | - | - | - | -- | -- | ---- | ---------------------------------------- |
| 1    | Cruz Azul            | 22   | 10 | 7 | 1 | 2 | 24 | 14 | +10  | Octavos de final de la Liga de Campeones |
| 2    | León                 | 21   | 10 | 7 | 0 | 3 | 23 | 14 | +9   | Octavos de final de la Liga de Campeones |
| 3    | Santos               | 17   | 10 | 5 | 2 | 3 | 14 | 14 | 0    |                                          |
| 4    | América              | 17   | 10 | 5 | 2 | 3 | 11 | 11 | 0    |                                          |
| 5    | Guadalajara          | 16   | 10 | 4 | 4 | 2 | 13 | 11 | +2   |                                          |
| 6    | UNAM                 | 15   | 10 | 4 | 3 | 3 | 20 | 19 | +1   |                                          |
| 7    | Tigres               | 14   | 10 | 4 | 2 | 4 | 13 | 10 | +3   |                                          |
| 8    | Juárez               | 14   | 10 | 4 | 2 | 4 | 20 | 18 | +2   |                                          |
| 9    | Morelia              | 14   | 10 | 4 | 2 | 4 | 17 | 16 | +1   |                                          |
| 10   | Puebla               | 14   | 10 | 4 | 2 | 4 | 7  | 7  | 0    |                                          |
| 11   | Pachuca              | 14   | 10 | 4 | 2 | 4 | 11 | 12 | −1   |                                          |
| 12   | Querétaro            | 14   | 10 | 4 | 2 | 4 | 13 | 15 | −2   |                                          |
| 13   | Atlético de San Luis | 13   | 10 | 3 | 4 | 3 | 11 | 15 | −4   |                                          |
| 14   | Necaxa               | 11   | 10 | 3 | 2 | 5 | 17 | 16 | +1   |                                          |
| 15   | Toluca               | 10   | 10 | 2 | 4 | 4 | 16 | 18 | −2   |                                          |
| 16   | Tijuana              | 9    | 10 | 2 | 3 | 5 | 10 | 16 | −6   |                                          |
| 17   | Atlas                | 9    | 10 | 3 | 0 | 7 | 9  | 16 | −7   |                                          |
| 18   | Monterrey            | 5    | 10 | 0 | 5 | 5 | 10 | 17 | −7   |                                          |

Actualizado a los partidos jugados el 15 de marzo de 2020.
 Fuente: Liga BBVA MX

## Evolución
| Equipo                             | 1   | 2   | 3   | 4   | 5  | 6  | 7  | 8  | 9  | 10 | 11 | 12 | 13 | 14 | 15 | 16 | 17 |
| ---------------------------------- | --- | --- | --- | --- | -- | -- | -- | -- | -- | -- | -- | -- | -- | -- | -- | -- | -- |
| Cruz Azul                          | 13  | 18  | 12  | 11  | 7  | 6  | 4  | 1  | 1  | 1  |    |    |    |    |    |    |    |
| León                               | 1   | 4   | 2   | 1   | 1  | 3  | 2  | 3  | 2  | 2  |    |    |    |    |    |    |    |
| Santos Laguna                      | 15  | 9   | 15  | 14  | 13 | 9  | 8  | 6  | 9  | 3  |    |    |    |    |    |    |    |
| América                            | 9*  | 7*  | 8*  | 6*  | 4  | 2  | 1  | 2  | 3  | 4  |    |    |    |    |    |    |    |
| Guadalajara                        | 2   | 1   | 4   | 7   | 10 | 13 | 10 | 8  | 5  | 5  |    |    |    |    |    |    |    |
| Pumas UNAM                         | 5   | 2   | 1   | 4   | 2  | 1  | 3  | 5  | 4  | 6  |    |    |    |    |    |    |    |
| Tigres UANL                        | 8   | 16  | 10  | 13  | 8  | 10 | 13 | 12 | 12 | 7  |    |    |    |    |    |    |    |
| Juárez                             | 18  | 17  | 6   | 5   | 3  | 5  | 7  | 4  | 6  | 8  |    |    |    |    |    |    |    |
| Morelia                            | 16  | 14  | 17  | 18  | 15 | 16 | 12 | 15 | 14 | 9  |    |    |    |    |    |    |    |
| Puebla                             | 12* | 8*  | 13* | 16* | 16 | 17 | 14 | 13 | 13 | 10 |    |    |    |    |    |    |    |
| Pachuca                            | 14  | 15  | 18  | 12  | 17 | 11 | 9  | 11 | 8  | 11 |    |    |    |    |    |    |    |
| Querétaro                          | 17  | 5   | 3   | 2   | 5  | 4  | 5  | 7  | 7  | 12 |    |    |    |    |    |    |    |
| Atlético San Luis                  | 7   | 3   | 5   | 8   | 12 | 7  | 6  | 9  | 10 | 13 |    |    |    |    |    |    |    |
| Necaxa                             | 11* | 6*  | 7*  | 3*  | 6  | 8  | 11 | 10 | 11 | 14 |    |    |    |    |    |    |    |
| Toluca                             | 6   | 10  | 9   | 10  | 9  | 12 | 15 | 14 | 15 | 15 |    |    |    |    |    |    |    |
| Tijuana                            | 4   | 12  | 11  | 15  | 14 | 14 | 16 | 16 | 16 | 16 |    |    |    |    |    |    |    |
| Atlas                              | 3   | 11  | 14  | 9   | 12 | 15 | 17 | 17 | 17 | 17 |    |    |    |    |    |    |    |
| Monterrey                          | 10* | 13* | 16* | 17* | 18 | 18 | 18 | 18 | 18 | 18 | 18 |    |    |    |    |    |    |
| Actualizado el 15 de marzo de 2020 |     |     |     |     |    |    |    |    |    |    |    |    |    |    |    |    |    |

(*) El equipo tuvo un partido pendiente hasta la jornada 4

## Tabla de cocientes
| Pos. | Equipo            | A17          | C18          | A18          | C19          | A19 | C20 | Puntos | A17J         | C18J         | A18J         | C19J         | A19J | C20J | Juegos | DG  | Cociente |
| ---- | ----------------- | ------------ | ------------ | ------------ | ------------ | --- | --- | ------ | ------------ | ------------ | ------------ | ------------ | ---- | ---- | ------ | --- | -------- |
| 1    | Tigres UANL       | 32           | 28           | 29           | 37           | 29  | 14  | 169    | 17           | 17           | 17           | 17           | 17   | 10   | 95     | 65  | 1.7789   |
| 2    | América           | 30           | 29           | 33           | 29           | 31  | 17  | 166    | 17           | 17           | 17           | 17           | 17   | 10   | 95     | 50  | 1.7474   |
| 3    | León              | 26           | 22           | 18           | 41           | 33  | 21  | 160    | 17           | 17           | 17           | 17           | 17   | 10   | 95     | 41  | 1.6842   |
| 4    | Cruz Azul         | 27           | 22           | 36           | 30           | 22  | 22  | 159    | 17           | 17           | 17           | 17           | 17   | 10   | 95     | 39  | 1.6737   |
| 5    | Monterrey         | 37           | 29           | 30           | 30           | 27  | 5   | 157    | 17           | 17           | 17           | 17           | 17   | 10   | 95     | 40  | 1.6526   |
| 6    | Santos            | 18           | 29           | 30           | 22           | 37  | 17  | 150    | 17           | 17           | 17           | 17           | 17   | 10   | 95     | 28  | 1.5789   |
| 7    | Toluca            | 29           | 36           | 26           | 25           | 17  | 10  | 142    | 17           | 17           | 17           | 17           | 17   | 10   | 95     | 12  | 1.4947   |
| 8    | Pachuca           | 19           | 23           | 24           | 28           | 25  | 14  | 132    | 17           | 17           | 17           | 17           | 17   | 10   | 95     | 19  | 1.3895   |
| 9    | Morelia           | 29           | 24           | 25           | 13           | 27  | 14  | 129    | 17           | 17           | 17           | 17           | 17   | 10   | 95     | -2  | 1.3579   |
| 10   | Necaxa            | 24           | 22           | 14           | 29           | 31  | 11  | 128    | 17           | 17           | 17           | 17           | 17   | 10   | 95     | 20  | 1.3474   |
| 11   | Tijuana           | 21           | 25           | 17           | 28           | 24  | 9   | 121    | 17           | 17           | 17           | 17           | 17   | 10   | 95     | -22 | 1.2737   |
| 12   | Pumas UNAM        | 13           | 24           | 30           | 17           | 20  | 15  | 119    | 17           | 17           | 17           | 17           | 17   | 10   | 95     | -6  | 1.2526   |
| 13   | Puebla            | 16           | 23           | 20           | 24           | 17  | 14  | 114    | 17           | 17           | 17           | 17           | 17   | 10   | 95     | -28 | 1.2000   |
| 14   | Querétaro         | 16           | 18           | 26           | 11           | 31  | 14  | 113    | 17           | 17           | 17           | 17           | 17   | 10   | 95     | -29 | 1.1895   |
| 15   | Guadalajara       | 18           | 15           | 20           | 18           | 25  | 16  | 109    | 17           | 17           | 17           | 17           | 17   | 10   | 95     | -16 | 1.1474   |
| 16   | Juárez            |              |              | 19           | 20           | 15  | 14  | 68     |              |              | 17           | 17           | 17   | 10   | 61     | -29 | 1.1148   |
| 17   | Atlético San Luis | 'Ascenso MX' | 'Ascenso MX' | 'Ascenso MX' | 'Ascenso MX' | 17  | 13  | 30     | 'Ascenso MX' | 'Ascenso MX' | 'Ascenso MX' | 'Ascenso MX' | 17   | 10   | 27     | -13 | 1.1111   |
| 18   | Atlas             | 25           | 18           | 11           | 19           | 18  | 9   | 100    | 17           | 17           | 17           | 17           | 17   | 10   | 95     | -44 | 1.0526   |

## Estadísticas

### Máximos Goleadores
Datos Actualizados al 16 de marzo de 2020 y según página oficial  y Soccerway.
| Pos. | Jugador                   | Equipo        | Goles | P.J. | Prom. | Min. | M/G    |
| ---- | ------------------------- | ------------- | ----- | ---- | ----- | ---- | ------ |
| 1.º  | Jonathan Javier Rodríguez | Cruz Azul     | 9     | 10   | 0.9   | 861  | 95.67  |
| 2.º  | André-Pierre Gignac       | Tigres UANL   | 8     | 9    | 0.89  | 798  | 99.75  |
| =    | Leonardo Fernández        | Toluca        | 8     | 10   | 0.8   | 805  | 100.63 |
| =    | Ángel Mena                | León          | 8     | 10   | 0.8   | 870  | 108.75 |
| 5.º  | Franco Jara               | Pachuca       | 7     | 10   | 0.7   | 710  | 101.43 |
| 6.º  | Darío Lezcano             | FC Juárez     | 6     | 10   | 0.6   | 875  | 145.83 |
| 7.º  | Ariel Nahuelpán           | Querétaro     | 5     | 8    | 0.63  | 648  | 129.6  |
| =    | Mauro Quiroga             | Necaxa        | 5     | 10   | 0.5   | 900  | 180    |
| =    | Nicolás Ibáñez            | Atl. San Luis | 5     | 10   | 0.5   | 900  | 180    |
| 10.º | Aldo Rocha                | M. Morelia    | 5     | 10   | 0.5   | 900  | 180    |

#### Tripletes o más
| Jugador             | Local       | Resultado | Visita     | Goles         | Fecha         | Jornada |
| ------------------- | ----------- | --------- | ---------- | ------------- | ------------- | ------- |
| André-Pierre Gignac | Tigres UANL | 3 - 0     | Pumas UNAM | 45+5' 55' 57' | 29 de febrero | 8       |

### Máximos Asistentes
Datos actualizados a 15 de marzo de 2020 según Soccerway
| Pos. | Jugador                    | Equipo      | Asist. | P.J. | Prom. | Min. |
| ---- | -------------------------- | ----------- | ------ | ---- | ----- | ---- |
| 1.º' | Pablo Barrera              | Pumas UNAM  | 5      | 10   | 0.5   | 736  |
| =    | Roberto Alvarado           | Cruz Azul   | 5      | 10   | 0.5   | 774  |
| 3.º  | Jefferson Alfredo Intriago | FC Juárez   | 4      | 10   | 0.4   | 900  |
| 4.º  | Luis Montes                | León        | 3      | 10   | 0.3   | 714  |
| =    | Fernando Aristeguieta      | Monarcas M. | 3      | 9    | 0.4   | 278  |
| =    | Leonardo Javier Ramos      | León        | 3      | 9    | 0.4   | 374  |
| =    | Leonardo Fernández López   | Toluca      | 3      | 9    | 0.4   | 400  |
| 8.º  | Jeison Lucumí              | Querétaro   | 2      | 9    | 0.4   | 425  |
| =    | Ismael Sosa                | León        | 2      | 9    | 0.4   | 427  |
| =    | Elías Hernández            | Cruz Azul   | 2      | 9    | 0.4   | 428  |

### Asistencia
Lista con la asistencia de los partidos y equipos Liga BBVA MX.

Datos actualizados a 13 de marzo de 2020

#### Por equipo
| Pos                | Equipo             | Total     | Media   | Más alta | Más baja | % de Ocupación media |
| ------------------ | ------------------ | --------- | ------- | -------- | -------- | -------------------- |
| 1                  | Tigres UANL        | 166,165   | 41,541  | 41,615   | 0        | 99.18%               |
| 2                  | Monterrey          | 192,238   | 38,447  | 44,312   | 31,716   | 74.88%               |
| 3                  | Guadalajara        | 149,200   | 37,300  | 40,106   | 0        | 80.68%               |
| 4                  | Pumas UNAM         | 132,440   | 26,488  | 43,560   | 18,030   | 45.32%               |
| 5                  | América            | 102,820   | 25,705  | 29,477   | 0        | 31.71%               |
| 6                  | Tijuana            | 144,298   | 24,049  | 26,158   | 16,333   | 91.94%               |
| 7                  | Puebla             | 112,786   | 22,557  | 31,203   | 17,580   | 47.57%               |
| 8                  | Atlas              | 111,317   | '22,263 | 45,516   | 0        | 40.46%               |
| 9                  | Santos Laguna      | 85,237    | 21,309  | 23,474   | 0        | 73.23%               |
| 10                 | Querétaro          | 82,759    | 20,690  | 34,050   | 10,737   | 60.66%               |
| 11                 | Pachuca            | 100,790   | 20,158  | 23,978   | 15,928   | 77.76%               |
| 12                 | Morelia            | 100,463   | 20,093  | 25,276   | 15,136   | 57.75%               |
| 13                 | Toluca             | 79,327    | 19,832  | 22,771   | 0        | 77.03%               |
| 14                 | Cruz Azul          | 94,506    | 18,901  | 27,220   | 13,586   | 23.31%               |
| 15                 | Juárez             | 93,761    | 18,752  | 19,703   | 17,773   | 95.17%               |
| 16                 | Atlético San Luis  | 74,751    | 18,688  | 24,186   | 0        | 72.69%               |
| 17                 | León               | 73,705    | 18,426  | 19,444   | 0        | 58.88%               |
| 18                 | Necaxa             | 68,694    | 13,739  | 16,120   | 11,881   | 57.60%               |
| Totales del Torneo | Totales del Torneo | 1,974,057 | 23,784  | 45,516   | 0        | 57.89%               |

#### Por jornada
| 1     | 230,050 | 25,561 | 58.81% | Tigres UANL vs Atlético de San Luis (41,609) | Necaxa vs Monterrey (12,106)            | J-1 |
| 2     | 210,413 | 23,379 | 60.51% | Monterrey vs Morelia (44,312)                | Querétaro vs Tijuana (10,737)           | J-2 |
| 3     | 212,956 | 23,662 | 56.63% | Tigres UANL vs Atlas (41,328)                | Cruz Azul vs Santos Laguna (13,586)     | J-3 |
| 4     | 179,113 | 19,901 | 50.80% | Monterrey vs Querétaro (37,668)              | Atlas vs Tijuana (0)                    | J-4 |
| 5     | 215,740 | 23,971 | 54.41% | Tigres UANL vs Guadalajara (41,613)          | Puebla vs Santos Laguna (17,580)        | J-5 |
| 6     | 207,182 | 23,020 | 60.27% | Guadalajara vs Cruz Azul (40,106)            | Necaxa vs Querétaro (12,778)            | J-6 |
| 7     | 216,774 | 24,086 | 53.58% | Monterrey vs América (43,636)                | León vs Necaxa (17,764)                 |     |
| 8     | 224,488 | 24,943 | 66.69% | Tigres UANL vs Pumas UNAM (41,615)           | Atlético de San Luis vs Juárez (13,424) |     |
| 9     | 235,551 | 26,172 | 59.35% | Atlas vs Guadalajara (45,516)                | Cruz Azul vs Tijuana (14,434)           | J-9 |
| 10    | 33,765  | 16,883 | 56.27% | Morelia vs Querétaro (17,432)                | Tijuana vs Pachuca (16,333)             |     |
| 11    |         |        |        |                                              |                                         |     |
| 12    |         |        |        |                                              |                                         |     |
| 13    |         |        |        |                                              |                                         |     |
| 14    |         |        |        |                                              |                                         |     |
| 15    |         |        |        |                                              |                                         |     |
| 16    |         |        |        |                                              |                                         |     |
| 17    |         |        |        |                                              |                                         |     |
| Total |         |        |        |                                              |                                         | -   |

### Clasificación juego limpio
Datos actualizados a 15 de marzo de 2020
| Lugar                                | Club                                 |          |          |          | Puntos   |
| ------------------------------------ | ------------------------------------ | -------- | -------- | -------- | -------- |
| 1                                    | Tigres UANL                          | 15       | 0        | 0        | 15       |
| 2                                    | León                                 | 15       | 1        | 0        | 18       |
| 3                                    | Atlético San Luis                    | 17       | 0        | 1        | 20       |
| 4                                    | Puebla                               | 12       | 2        | 1        | 21       |
| 5                                    | Cruz Azul                            | 16       | 0        | 2        | 22       |
| 6                                    | Toluca                               | 22       | 0        | 0        | 22       |
| 7                                    | América                              | 16       | 0        | 3        | 25       |
| 8                                    | Necaxa                               | 22       | 1        | 0        | 25       |
| 9                                    | Santos Laguna                        | 20       | 1        | 1        | 26       |
| 10                                   | Guadalajara                          | 20       | 1        | 1        | 26       |
| 11                                   | Morelia                              | 19       | 3        | 0        | 28       |
| 12                                   | Pachuca                              | 22       | 1        | 1        | 28       |
| 13                                   | Atlas                                | 19       | 0        | 3        | 28       |
| 14                                   | Pumas UNAM                           | 23       | 2        | 0        | 29       |
| 15                                   | Juárez                               | 26       | 1        | 0        | 29       |
| 16                                   | Tijuana                              | 21       | 0        | 3        | 30       |
| 17                                   | Querétaro                            | 24       | 1        | 2        | 33       |
| 18                                   | Monterrey                            | 26       | 1        | 4        | 41       |
| Primera Tarjeta Amarilla             | Primera Tarjeta Amarilla             | 1 punto  | 1 punto  | 1 punto  | 1 punto  |
| Segunda Tarjeta Amarilla y Expulsión | Segunda Tarjeta Amarilla y Expulsión | 3 puntos | 3 puntos | 3 puntos | 3 puntos |
| Tarjeta Roja Directa                 | Tarjeta Roja Directa                 | 3 puntos | 3 puntos | 3 puntos | 3 puntos |